# Wilhelm Ehmann
Wilhelm Christoph Ernst Ehmann (* 5. Dezember 1904 in Freistatt; † 16. April 1989 in Freiburg im Breisgau) war ein deutscher Musikwissenschaftler und Kirchenmusiker. Er war auch unter dem Pseudonym Christoph Borges bekannt.

## Leben
Ehmann war der Sohn eines Diakons in Bethel. Nach einer kurzen Tätigkeit als Volksschullehrer studierte er an den Universitäten Freiburg im Breisgau und Leipzig, wo er unter anderem von Wilibald Gurlitt unterrichtet wurde. Nach seiner Promotion zum Dr. phil. in Freiburg wurde er zunächst Hochschulassistent und „Gauchormeister“ von Baden; ab 1935 übernahm er die musikalische Leitung aller NS-Veranstaltungen innerhalb der Universität. Er habilitierte sich 1937, beantragte am 19. Mai 1937 die Aufnahme in die NSDAP und wurde rückwirkend zum 1. Mai desselben Jahres aufgenommen (Mitgliedsnummer 4.584.193). Seit 1938 war er Privatdozent und Hauptschriftleiter der Zeitschrift Deutsche Musikkultur. Daneben war er in der Arbeitsgemeinschaft für Orgelmusik des Kulturamts der Reichsjugendführung tätig. Von 1940 bis 1945 leitete er vertretungsweise das musikwissenschaftliche Institut der Universität Innsbruck und übernahm den Vorsitz des „Gaumusikschulwerks“ Vorarlberg.
1945 nahm er seinen Wohnsitz in Lippinghausen im Kreis Herford, wo er eine Anstellung durch den Bürgermeister Heinrich Meyer-Lippinghausen als Kantor und Organist der dortigen Dorfkirche erhielt. Er verpflichtete sich, vor Ort einen professionellen Chor einzurichten. Doch 1948 übernahm er das Amt des Landeskirchenmusikwartes der Evangelischen Kirche von Westfalen und gründete die Westfälische Landeskirchenmusikschule Herford, die 1991 in die Hochschule für Kirchenmusik Herford umgewandelt wurde. Die Leitung der Hochschule übergab er 1976 an Uwe Karsten Groß. Zusätzlich war er Lehrbeauftragter für Kirchenmusik an der Westfälischen Wilhelms-Universität Münster.
Zu seinen Schülern zählen Hermann Kreutz, Volker Hempfling, Sabine Horstmann und Volkher Häusler.

## Nationalsozialismus
Wilhelm Ehmanns aktive publizistische und organisatorische Rolle während der Zeit des Nationalsozialismus ist breit dokumentiert. Viele seiner Schriften aus der Zeit zwischen 1933 und 1945 zeigen eine eindeutig völkische Prägung (z. B. „Vom Marschlied und seiner Lebensform“, Jugend und Volk 1938); mehrfach versucht er, die Überlegenheit des „Deutschen“ in der Musik darzustellen bzw. zu begründen, auch in seiner Schrift über Adam von Fulda.
Nach dem Krieg begründete Ehmann sein Verhalten mit dem Wunsch, das System „von innen heraus“ zu verändern.

## Kirchenmusik ab 1948
1948 gründete er die Westfälische Landeskirchenmusikschule in Herford, deren Leitung er bis 1972 innehatte. Zudem war er in Vorständen zahlreicher nationaler und internationaler Gremien der Kirchenmusik vertreten, z. B. im Arbeitskreis für Haus- und Jugendmusik (1951), im Internationalen Arbeitskreis Musik (1951), in der Internationalen Heinrich-Schütz-Gesellschaft (1956) und im Deutschen Musikrat (1959). Der Schwerpunkt seiner Arbeit lag in der Aufführung von Chormusik. Hierbei ließ er sich von dem Ideal der Historischen Aufführungspraxis leiten, v. a. bei Heinrich Schütz und Johann Sebastian Bach. Daneben öffnete er sich aber auch den Werken neuerer Komponisten wie Hugo Distler und Ernst Pepping. Seiner praktischen Arbeit mit der auch international anerkannten „Westfälischen Kantorei“ konnte er durch theoretische Forschungen und Anleitungen (z. B. Die Chorführung, 1968) die nötige Grundlage geben. Auch die kirchliche Bläsermusik erneuerte er unter dem Aspekt historischer Aufführungspraxis. Hierfür ließ er mit Abmessungen nach historischen Vorbildern engmensurierte Instrumente bauen (Firma Finke, Vlotho), um einen hellen und klaren Klang zu erzielen.
Für den Blasunterricht gab er mehrere Unterrichtswerke heraus („Die Bläserfibel“, ab 1951), ebenso Notenausgaben „Alte Spielmusik für Bläser“ u. a. Konzertreisen führten ihn u. a. durch ganz Europa, in den Orient und nach Fernost, nach Afrika und in die USA. 1957 gründete er das erste Schallplattenunternehmen mit geistlicher Musik unter dem Titel „Cantate“ (zusammen mit dem Verleger Carl Merseburger).
Gegen Ende der 1960er Jahre öffnete er die Kirchenmusik auch gegenüber neueren Musikentwicklungen (z. B. Jazz und elektronische Musik). 1978 erhielt er die Ehrendoktorwürde des Westminster Choir Princeton, USA. In zahlreichen Chorleiterlehrgängen (v. a. in den USA und in St. Moritz/Schweiz) verbreitete er seine theoretischen und praktischen musikalischen Kenntnisse.

## Ehrungen
- 1969: Bundesverdienstkreuz 1. Klasse[6]
- 1978: Ehrendoktorwürde des Westminster Choir Colleges, Princeton, Vereinigte Staaten

## Veröffentlichungen (Auswahl)
- Die Chorführung, 2 Bde. Kassel 1949.
- Tibilustrium. Das geistliche Blasen, Formen und Reformen. Kassel 1950.
- Erziehung zur Kirchenmusik. Vortrag, gehalten bei der Eröffnung der Westfälischen Landeskirchenmusikschule in Herford 1948. In: Schriftenreihe der Westfälischen Landeskirchenmusikschule. Gütersloh, Heft 1, 1951.
- Erbe und Auftrag musikalischer Erneuerung. Kassel 1950.
- Die bläserische Kunst. Bläsereigene Satzpraktiken in der älteren Blasmusik. Vortrag, gehalten bei den Betheler Bläsertagen 1947. Kassel 1951 / 1961 (2. Auflage).
- Das Chorwesen in der Kulturkrise. Vortrag, gehalten auf der Tagung des Verbandes Gemischter Chöre Deutschlands in Detmold 1951. In: Schriftenreihe des Verbandes Gemischter Chöre Deutschlands, Bd. I, 1951.
- Gegenwärtige Aufgaben der Singbewegung. Vortrag, gehalten auf der Arbeitstagung des Arbeitskreises für Haus- und Jugendmusik in Kassel 1951. In: Hausmusik XVI (2–4), 1952 (Sonderdruck: Kassel 1953).
- Chorische Stimmbildung. Kassel 1953 / 1970 (4. Auflage).
- Das Musizierbild der deutschen Kantorei im 16. Jahrhundert. In: Heinrich Besseler (Hrsg.): Musik und Bild, FS Max Seiffert zum 70. Geburtstag. Kassel 1938.
- Aufführungspraxis Bachscher Motetten. Vortrag, gehalten auf dem musikwissenschaftlichen Kongreß in Lüneburg im Bachjahr 1950. In: Hans Albrecht (Hrsg.): Kgr. Ber. Lüneburg 1950. Kassel 1952 (erweiterter Nachdruck: MuK XXI, 1951).
- Johannes Kuhlo. Ein Spielmann Gottes. Stuttgart 1951 / völlig überarbeitet Witten 1974 (5. Auflage).
- Wilhelm Ehmann. Voce et tuba: Gesammelte Reden und Aufsätze 1934–1974 (Hrsg.: Dietrich Berke, Christiane Bernsdorff-Engelbrecht, Helmut Kornemann). Kassel 1976.
- Musikwissenschaften und musikalische Volkskunde. In: Deutsche Musikkultur III, Heft I/3, 1938/39.
- Vom Marschlied und seiner Lebensform. In: Musik in Jugend und Volk, Heft 12, 1938, S. 479–486.